# Kuririn
Kuririn med aliaset Krillin är en fiktiv figur i mangaserien Dragon Ball.
Kuririn dyker för första gången upp i Dragonball nr 3 Kame Sennins kampskola där han från ett aulintempel åker till Kame Sennins ö för att bli hans elev.
Kuririn är välkänd för sin korta längd och sinne för humor. Han är dessutom skallig men efter den svåra striden mot Cell slutar han träna och låter sitt mörka hår växa ut.
Kuririn kan ofta i serien ses som Son Gokus bästa vän sedan de var små och båda tränade hos Kame Sennin. När han först tränar hos Kame Sennin tillsammans med Goku kommer de inte alls överens och Kuririn försöker gärna fuska och använda fula trick för att vinna över Goku.
Kuririn är en människa och är, om inte den starkaste, så åtminstone en av de starkaste människorna i serien.
I början av serien är han en viktig figur men i senare delen av serien är hans roll mindre eftersom han då är för svag för nya hinder och skurkar.